# Gölköy (district)
Gölköy is een Turks district in de provincie Ordu en telt 35.642 inwoners (2007). Het district heeft een oppervlakte van 414,8 km². Hoofdplaats is Gölköy.
De bevolkingsontwikkeling van het district is weergegeven in onderstaande tabel.
| 1997   | 2000   | 2007   |
| ------ | ------ | ------ |
| 61.921 | 66.491 | 35.642 |